# Martialis heureka
Martialis heureka is een mierensoort uit de onderfamilie van de Martialinae. De wetenschappelijke naam van de soort is voor het eerst geldig gepubliceerd in 2008 door Rabeling & Verhaagh.